# Rathaus (Albertshofen)

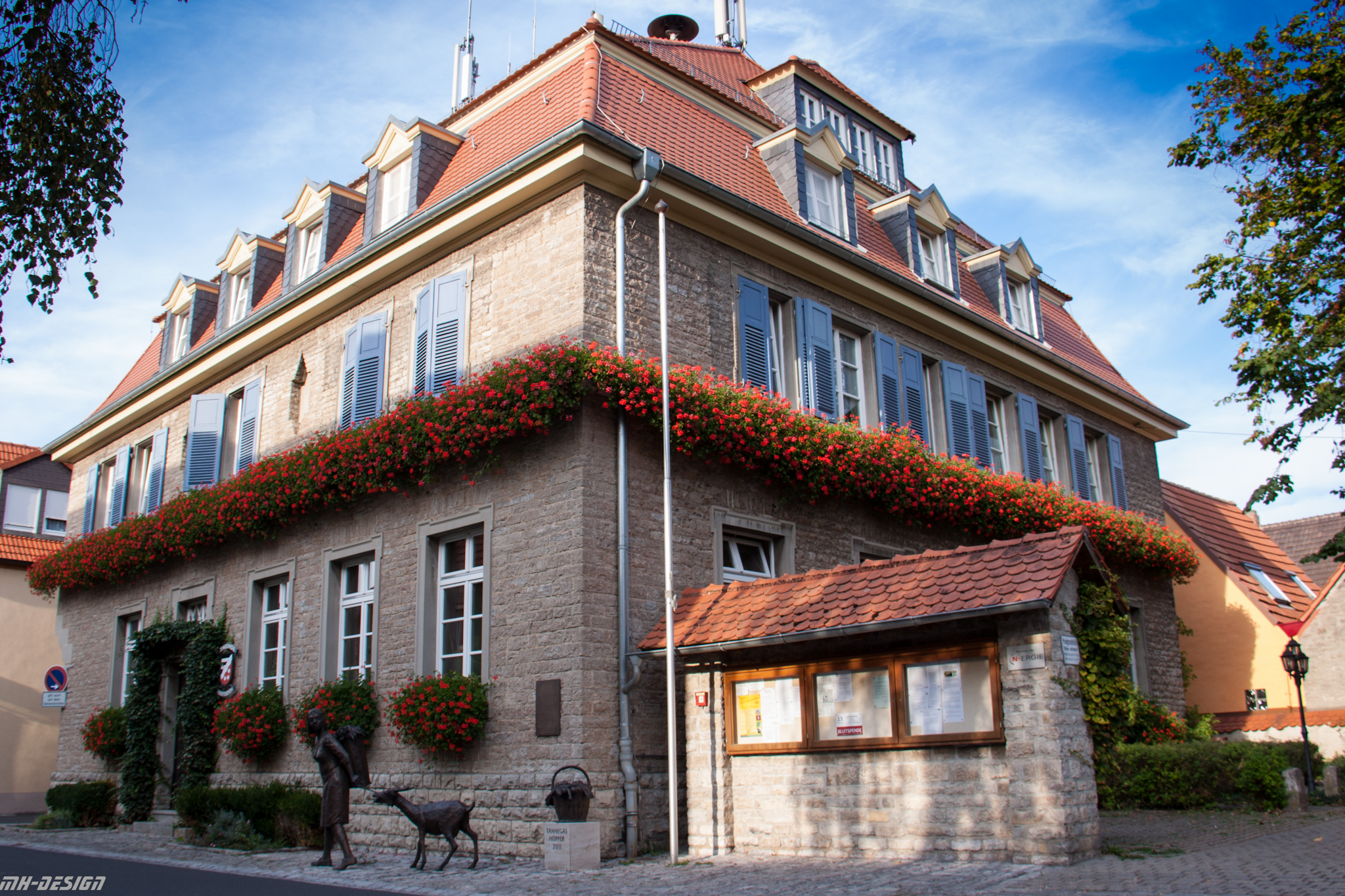
Rathaus in Albertshofen

Das Rathaus in Albertshofen, einer Gemeinde im unterfränkischen Landkreis Kitzingen in Bayern, wurde 1926/27 errichtet. Das Rathaus an der Kirchstraße 19 ist ein geschütztes Baudenkmal. 
Der zweigeschossige Bau aus Bruchsteinmauerwerk mit Mansarddach hat geohrte Fenster- und Türrahmungen aus Sandstein. Der Dachausbau besteht aus zwei Geschossen. 